# 半円
半円（はんえん、英：Semicircle）とは、円を直径で半分に切断した図形。言い換えれば、中心角が180°の扇形である。半月（弦月）の形に似ていることから「半月形」とも呼ばれる。

## 用途

半円の計量

幾何平均は、直径を長さaとbの2つの部分に分割し、それらの共通の端点を直径に垂直な部分で半円に接続することによって見つけることができる。結果の部分の長さは幾何平均である。これは、ピタゴラスの定理を3つの同様の直角三角形に適用することで証明できる。各三角形には、垂線が半円に接する点と、長さaおよびbの部分の3つの端点のうちの2つが頂点となる。
幾何平均の構築を使用して、任意の長方形を同じ領域の正方形に変換できる。これは、長方形の求積法と呼ばれる問題である。正方形の辺の長さは、長方形の辺の長さの幾何平均である。より一般的には、任意の多角形を他の任意の多角形の面積を持つそれ自体の同様のコピーに変換するための一般的な方法の補題として使用される。